# Bulbophyllum alkmaarense
Bulbophyllum alkmaarense là một loài phong lan thuộc chi Bulbophyllum.